# SmartLynx Airlines
SmartLynx Airlines (voorheen LAT Charter Airlines) is een Letse luchtvaartmaatschappij met thuisbasis in Riga.

## Geschiedenis
LAT Charter Airlines werd in 1993 opgericht als Baltya Airlines. Nog datzelfde jaar werd de naam LAT Charter Airlines ingevoerd. In juli 2006 kocht Loftleidir Icelandic 55% van de aandelen met de optie om later 100% te verwerven. In 2008 werd de maatschappij hernoemd naar SmartLynx Airlines. In 2012 werd het aandeel dat Icelandair had in SmartLynx Airlines teruggekocht door het management.

## Vloot
De vloot van LAT Charter Airlines bestaat uit: (mei 2017)
- 9 Airbus A320-200
- 1 Airbus A321-200